# Vera Mutafchieva
Vera Mutafchieva (en búlgaro: Вера Мутафчиева; Sofia, 28 de marzo de 1929 – Sofia, 9 de junio de 2009) fue una escritora e historiadora búlgara.

## Biography
Natural de Sofia, los padres de Mutafchieva fueron el profesor de historia Petar Mutafchiev y Nadia Triphonova. Estudio en la Universidad de Sofia y posteriormente obtuvo el doctorado en 1958.
Fue investigadora en varios institutos (Instituto de Historia, Instituto de Estudios Balcánicos, Instituto de los Estudios Demográficos y el Instituto de Literatura), y fue elegida como vicepresidenta de la Academia de Ciencias de Bulgaria (1993-1996). Sus investigaciones se centraban en la Bulgaria ocupada por el Imperio Otomano y publicó docenas de estudios tanto en Bulgaria como periódicos europeos. Algunas de sus monografías se publicaron en Estados Unidos, Turquía y Grecia.
Mutafchieva también fue autora de novelas históricas que fueron traducidas en 11 idiomas. Y fue guionistas de la películas de 1981 Khan Asparuh (4ª posición en la lista de películas más vistas en Bulgaria de todos los tiempos y presentación oficial de Bulgaria para la categoría "Mejor película en lengua extranjera" de la 55ª edición de los Premios de la Academia en 1983; ) así como otras dos películas contemporáneas.
Desde 1997 hasta 1998, Mutafchieva fue la jefa de la Agencia Estatal Fue director de la Agencia Estatal para los Búlgaros en el Exterior. En 2008 se reveló que había colaborado con la policía secreta en la Bulgaria comunista. De todas maneras, fue muy conocida por luchar por los derechos de las mujeres en Bulgaria.
Mutafchieva murió en el Hospital Lozenetz de Sofia a los 80 años. Sus cenicas fueron lanzadas en el Mar Egeo cerca del Cabo Sunio.